# I Don't Want To Do It
«I Don't Want to Do It» (укр. Я не хочу це робити) — пісня, написана Бобом Діланом і виконана Джорджем Гаррісоном для саундтрека до фільму Porky's Revenge!, випущеного у 1985.

## Про пісню
Пісня була складена Бобом Діланом у 1970 і була маловідома, поки Джордж Гаррісон не записав у 1984 і не випустив у 1985 свою версію. Пісню можна відмітити як перший запис Гаррісона після дворічної паузи, минулої після випущеного ним в 1982 альбому Gone Troppo.
Існують дві версії пісні: версія для синглу, випущеного у 1985, де в середині соло на гітарі; і версія, що увійшла у саундтрек фільму, де соло на гітарі замінено на соло на электрооргані. На сторону «Б» синглу була поміщена пісня авторства Woody Harris у виконанні Дейва Едмундса (продюсера і автора більшої частини саундтрека, який продюсує в тому числі запис пісні і сингл) «Queen of the Hop».
Крім того, на бутлегерських збірниках (таких, як Beware of ABKCO!) можна знайти демо-версію пісні, записану під час сесій звукозапису при роботі над альбомом Гаррісона 1970 року All Things Must Pass, але ця версія не була офіційно видана.
У 2009 версія пісні для саундтреку до Porky's Revenge була ремастирована продюсерами Джайлсом Мартіном (Giles Martin, син Джорджа Мартина, який створив альбом The Beatles Love) і Дейвом Едмундсом; ремастирований запис був включений у збірник пісень Гаррісона Let It Roll: Songs by George Harrison, випущений у тому ж 2009.